# Eurybia eryngiifolia
Eurybia eryngiifolia е вид многогодишно треисто растение от семейство Сложноцветни (Asteraceae). Видът е световно застрашен, със статут Уязвим.

## Разпространение
Видът е разпространен в източната част на Съединените щати (Флорида и близките райони на южна Алабама и югозападна Джорджия).